# Takanobu Itō
Takanobu Itō  (伊東孝紳, Itō Takanobu), né le 29 août 1953, est un ingénieur et un administrateur d'entreprise japonais.

## Biographie
Il commence sa carrière en 1978 chez Honda, puis participe au développement du châssis de la Honda NSX. Il dirige ensuite la branche américaine de Honda à la fin des années 1990. Après plus de trente ans au service de l'entreprise, il en prend la tête au poste de PDG en 2009, qu'il gardera jusqu'en juin 2015 avant d'y être remplacé par Takahiro Hachigō, à la suite de problèmes et dysfonctionnements de la firme. Il y est resté en tant qu'administrateur et conseiller.